# Suzuki GSX
I modelli GSX della casa motociclistica giapponese Suzuki sono motociclette stradali, vicine ai modelli della serie GSX-R (più improntati ad un uso sportivo). Si distinguono per le linee molto morbide, sia nelle versioni carenate (denominate GSX-F) sia in quelle naked. Nel corso degli anni sono state prodotte varie cilindrate della GSX, anche se attualmente sono disponibili solo le versioni 650 e 1250 cm³.

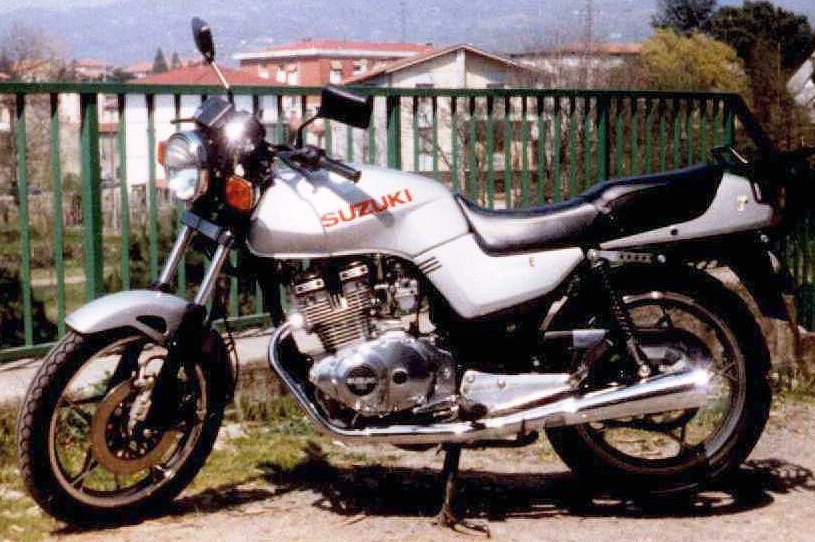
Suzuki GSX 250 E del 1983

## GSX 250
Questo è stato uno dei primi modelli della serie GSX ed è quello con il motore di più piccola cubatura. È stata prodotta dal 1980 al 1992, inizialmente munita di motore bicilindrico, poi sostituito da un quadricilindrico. È stato prodotto pure una piccola serie nel 2005, sempre con motore quadricilindrico.

## GSX 400
Questa versione, prodotta dal 1980 al 1999 come la 550 e 600, è stata prodotta in molti modelli e con due motore bicilindrico e quadricilidrico. A seconda del modello venne presentata nella variante naked ("S" "Impulse" "F Katana"), nella versione con cupolino (versione "E") e in stile chopper (versione "L").

## GSX 550

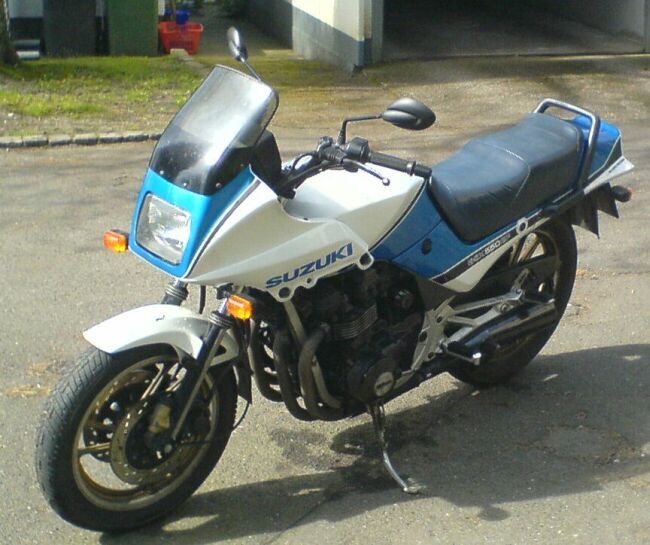
Suzuki GSX 550 EF

Questa versione come la sorella 1100 è stata prodotta in molte varianti, passando dalla naked (versione "EU") alla semicarenata (versione "ES"), per finire alla carenata (versione "EF"). Questa moto venne prodotta per pochi anni, dal 1983 al 1987, per poi venire sostituita dal modello di cilindrata superiore.

## GSX 600

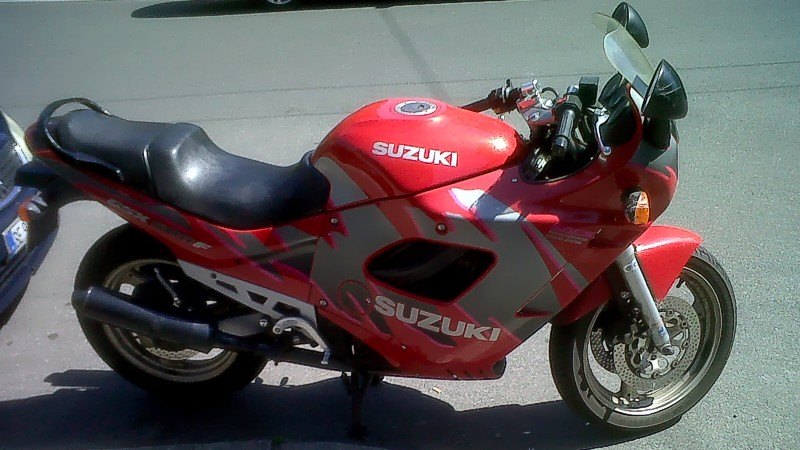
Suzuki GSX 600 F del 1992

Completamente diversa dalla 550, la GSX 600 F viene lanciata (insieme alla 750) nel 1988, e introduce ciclistica e motore tutti nuovi. Viene introdotto il raffreddamento SACS ad aria/olio, il telaio diventa a doppia trave laterale in acciaio con culla inferiore in tubi quadri, viene adottata una carena integrale molto avvolgente, come in uso all'epoca. La ciclistica è la stessa della 750 ma con forcellone e telaietto posteriore più corti e ruote da 16 pollici (in seguito da 17). La potenza è di 85 cv. Nel 1998 tale modello viene rinnovato in chiave turistica insieme alla GSX 750 F e di questa diventa un "clone" totale, senza alcuna differenza ciclistica, estetica e meccanica, a parte la cilindrata minore. La potenza cala a 75 cv ma con una maggiore elasticità. La produzione della GSX 600 F termina nel 2006, sostituita dalla 650.

## GSX 650
Prodotta dal 2007, si tratta della GSX 600 con cubatura maggiorata e carenature riviste, prodotta nella versione carenata (F) e carenata con portacasco (FT).

## GSX 750
La GSX 750 ES venne presentata nel 1982 e prodotta fino al 1989 una classica 4 cilindri con telaio doppia culla, raffreddamento ad aria e camere di combustione TSCC. Nel 1989 viene rimpiazzata dalla GSX 750 F (Katana per il mercato USA, da non confondersi con la Katana 1100 prodotta anni prima), completamente differente: telaio doppia trave in acciaio, carena integrale, ruote da 17 pollici a 3 razze, motore corsa corta con raffreddamento ad aria e olio SACS da 106 cv. Nel 1998 la GSX 750 F viene rinnovata con carena più turistica e motore corsa lunga depotenziato a 98 cv, telaio immutato; venne prodotta fino al 2006. Questo è uno degli ultimi modelli di grossa cilindrata a carburatore con raffreddamento ad aria/olio.

## GSX 1100

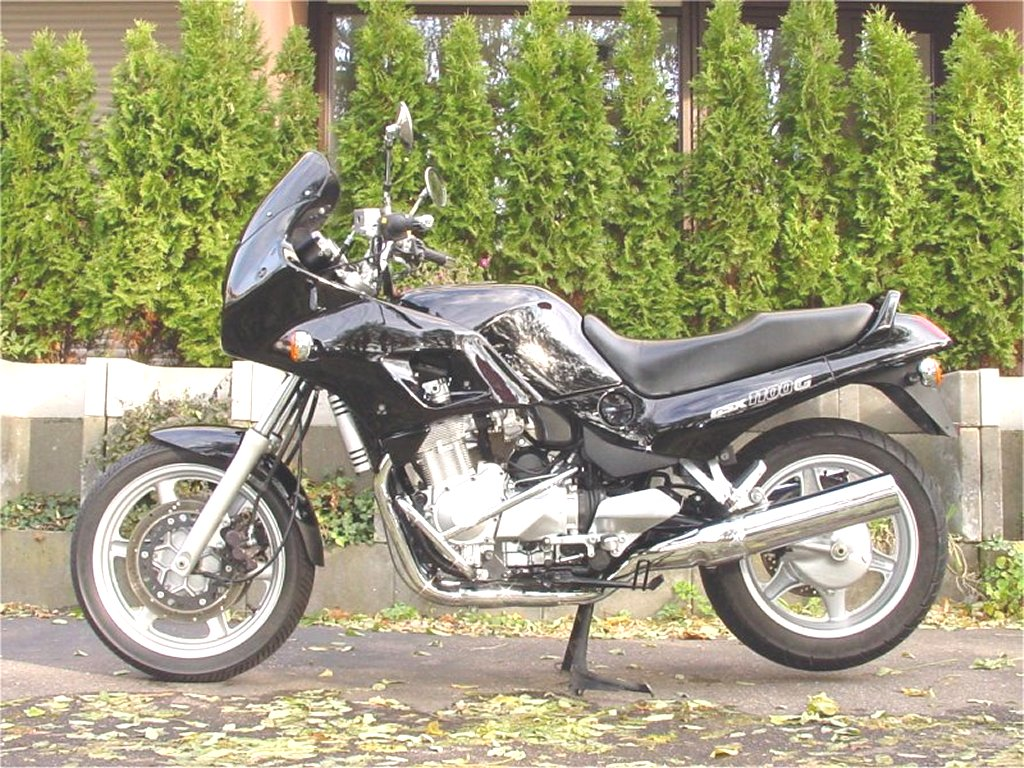
Suzuki GSX 1100 G

Questa versione è stata la più commercializzata dalla casa e presentata nelle maggiori varianti, dalla naked (versione "G" e "E") alla semicarenata (versione "ES") alla sportiva spigolosa (versione "S Katana" e "R"), per finire alla stradale carenata (versione "F" e "EF"), con linee sinuose e morbide, questa moto venne prodotta dal 1980 fino al 1996, cambiando nel corso degli anni livree e soluzioni tecniche.

## GSX 1200
Questa moto è stata prodotta dal 1998 al 2002, è una moto naked, dal propulsore non assetato, il che permette di compiere grandi viaggi senza preoccupazioni.

## GSX 1250
Introdotta nel 2010 con carenature e ABS.

## GSX 1400
Questa moto è presente dal 2002 al 2006, questo modello è una naked e rappresenta la cilindrata più grande per il modello GSX, ma non è il più potente, infatti in questa cubatura la moto è più improntata per un uso turistico, i bassi consumi ed un'erogazione più lineare.